# Concarneau Cornouaille Agglomération
Pour les articles homonymes, voir CCA.
La communauté d'agglomération Concarneau Cornouaille Agglomération (CCA) est une communauté d'agglomération française, située dans le département du Finistère, en région Bretagne.

## Histoire
Le 30 juin 1994, est créée la communauté de communes de Concarneau Cornouaille. Le 1er janvier 2012, celle-ci est transformée en communauté d'agglomération.

## Territoire communautaire

### Géographie
Située dans le sud  du département du Finistère, l'intercommunalité Concarneau Cornouaille Agglomération regroupe 9 communes et s'étend sur 371,3 km2.

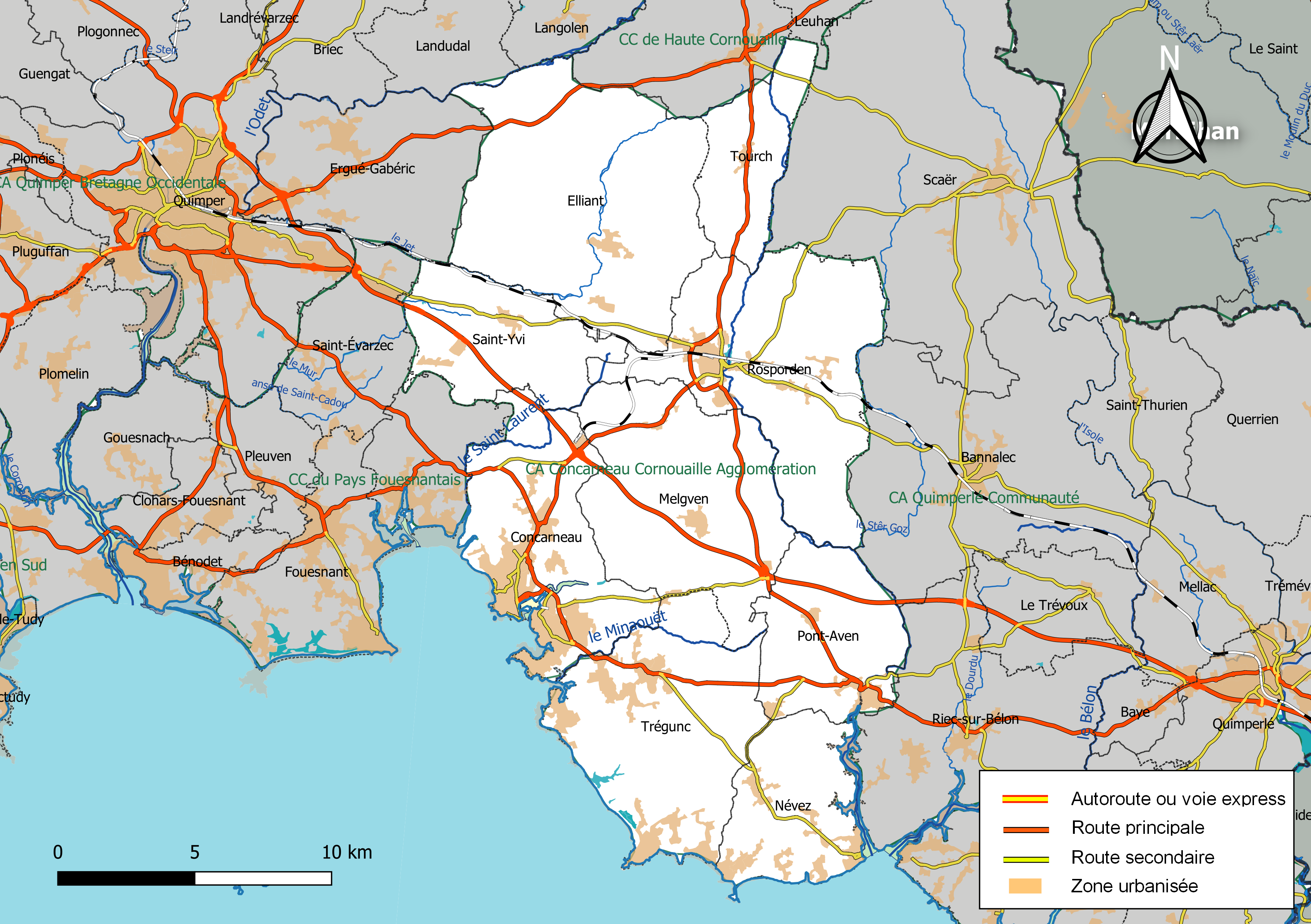
Carte de l'intercommunalité concarneau Cornouaille Agglomération au 1er janvier 2019.

### Composition

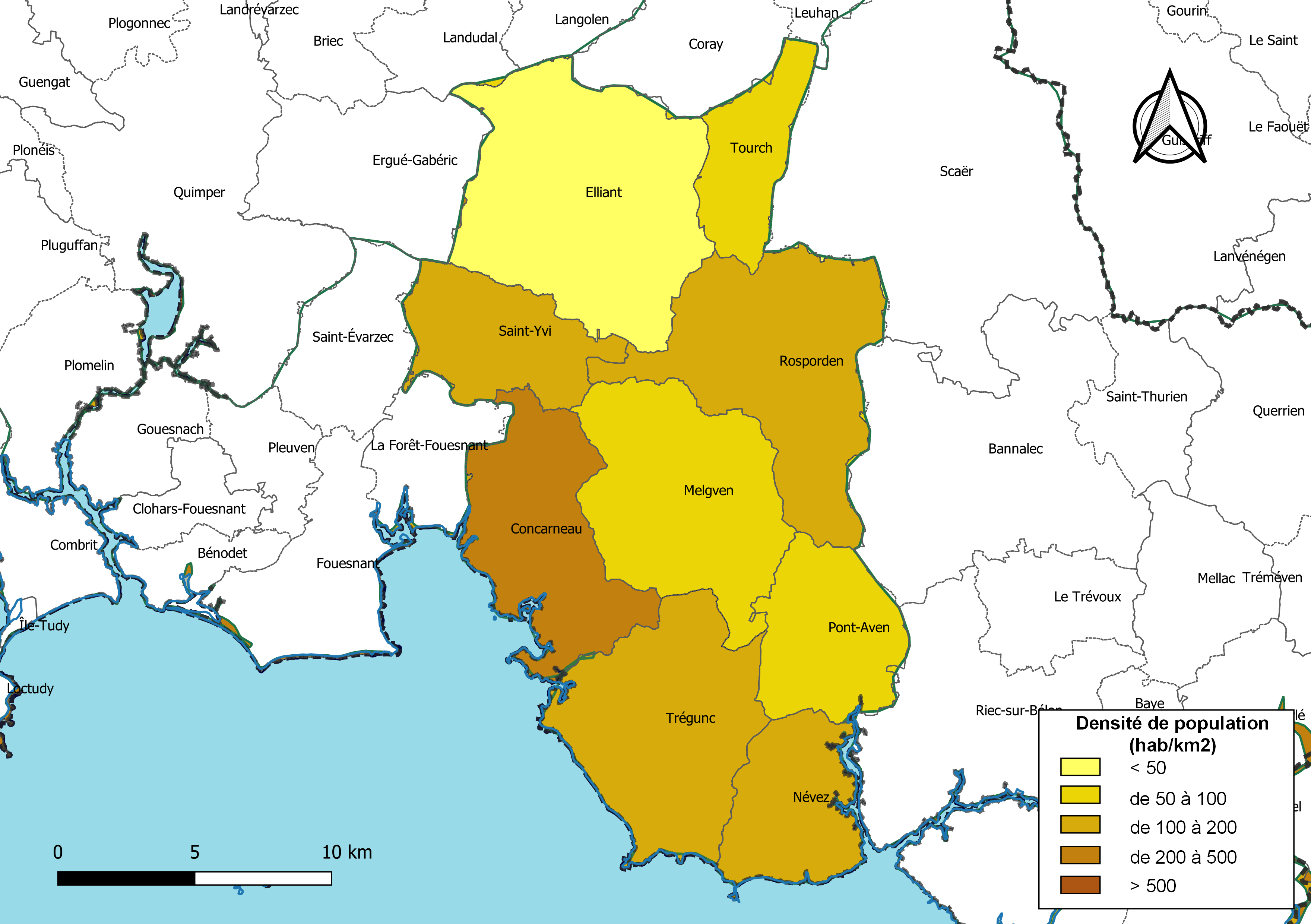
Carte des densités de population (millésimée 2016) des communes de l'intercommunalité Concarneau Cornouaille Agglomération. Composition en communes au 1er janvier 2019.

La communauté d'agglomération est composée des 9 communes suivantes :

| Nom                | Code Insee | Gentilé                 | Superficie (km2) | Population (dernière pop. légale) | Densité (hab./km2) |
| ------------------ | ---------- | ----------------------- | ---------------- | --------------------------------- | ------------------ |
| Concarneau (siège) | 29039      | Concarnois              | 41,08            | 20 632 (2022)                     | 502                |
| Elliant            | 29049      | Elliantais              | 70,3             | 3 379 (2022)                      | 48                 |
| Melgven            | 29146      | Melgvinois              | 51,17            | 3 388 (2022)                      | 66                 |
| Névez              | 29153      | Névéziens               | 25,37            | 2 721 (2022)                      | 107                |
| Pont-Aven          | 29217      | Pontavenistes           | 28,63            | 2 796 (2022)                      | 98                 |
| Rosporden          | 29241      | Rospordinois            | 57,37            | 7 580 (2022)                      | 132                |
| Saint-Yvi          | 29272      | Saint-Yviens            | 27,05            | 3 418 (2022)                      | 126                |
| Tourch             | 29281      | Tourchois               | 19,7             | 1 004 (2022)                      | 51                 |
| Trégunc            | 29293      | Trégunois ou Tréguncois | 50,61            | 7 094 (2022)                      | 140                |

### Démographie
| 1968   | 1975   | 1982   | 1990   | 1999   | 2009   | 2014   | 2020   |
| ------ | ------ | ------ | ------ | ------ | ------ | ------ | ------ |
| 42 960 | 44 547 | 44 962 | 45 634 | 46 564 | 49 049 | 49 929 | 51 442 |

## Administration

### Siège
Le siège de la communauté d'agglomération est à Concarneau, 1 rue Victor Schœlcher.

### Conseil communautaire
Les 48 conseillers titulaires sont ainsi répartis selon le droit commun comme suit : 
| Nombre de délégués | Communes                                      |
| ------------------ | --------------------------------------------- |
| 18                 | Concarneau                                    |
| 7                  | Rosporden, Trégunc                            |
| 3                  | Elliant, Melgven, Névez, Pont-Aven, Saint-Yvi |
| 1                  | Tourch                                        |

### Élus
La communauté d'agglomération est administrée par son conseil communautaire constitué en 2020 de 48 conseillers communautaires, qui sont des conseillers municipaux représentant chacune des communes membres.
À la suite des élections municipales de 2020 dans le Finistère, le conseil communautaire du 9 juillet 2020 a élu son président, Olivier Bellec, maire de Trégunc, ainsi que ses 9 vice-présidents.
|     | Attributions | Identité          | Qualité                            |
| --- | ------------ | ----------------- | ---------------------------------- |
| 1er |              | Marc Bigot        | Maire de Concarneau                |
| 2e  |              | Catherine Esvant  | Maire de Melgven                   |
| 3e  |              | Michel Loussouarn | Maire de Rosporden                 |
| 4e  |              | Michel Cotten     | Maire de Tourc'h                   |
| 5e  |              | René Le Baron     | Maire d'Elliant                    |
| 6e  |              | Guy Pagnard       | Maire de Saint-Yvi                 |
| 7e  |              | Christian Dautel  | Maire de Pont-Aven                 |
| 8e  |              | Gérard Martin     | Conseiller municipal de Névez      |
| 9e  |              | Sonia Marrec      | 9e adjointe au maire de Concarneau |

Autres membres du bureau
Quentin Le Gaillard (conseiller municipal de Concarneau), Annick Martin (1re adjointe au maire de Concarneau), Valérie Guillou (conseillère municipale de Concarneau), Jacques Rannou (maire délégué de Kernével et conseiller municipal de Rosporden), Sonia Doux-Bethuis (1re adjointe au maire de Trégunc)

### Liste des présidents
| Période        | Période                       | Identité          | Étiquette | Qualité                           |
| -------------- | ----------------------------- | ----------------- | --------- | --------------------------------- |
| janvier 2012   | avril 2014                    | Jean-Claude Sacré | PS        | Maire de Trégunc (1998 → 2014)    |
| avril 2014     | 9 juillet 2020                | André Fidelin     | UMP → LR  | Maire de Concarneau (2008 → 2020) |
| 9 juillet 2020 | En cours (au 12 juillet 2020) | Olivier Bellec    | PS        | Maire de Trégunc (depuis 2014)    |

### Compétences
L'intercommunalité exerce les compétences qui lui ont été transférées par les communes membres, dans les conditions définies par le code général des collectivités territoriales. Ces compétences ont évolué à plusieurs reprises.

### Régime fiscal et budget
La communauté d'agglomération est un établissement public de coopération intercommunale à fiscalité propre.
Afin de financer l'exercice de ses compétences, l'intercommunalité perçoit la fiscalité professionnelle unique (FPU) – qui a succédé à la taxe professionnelle unique (TPU) – et assure une péréquation de ressources entre les communes résidentielles et celles dotées de zones d'activité.